# Dia da Bandeira (Estados Unidos)

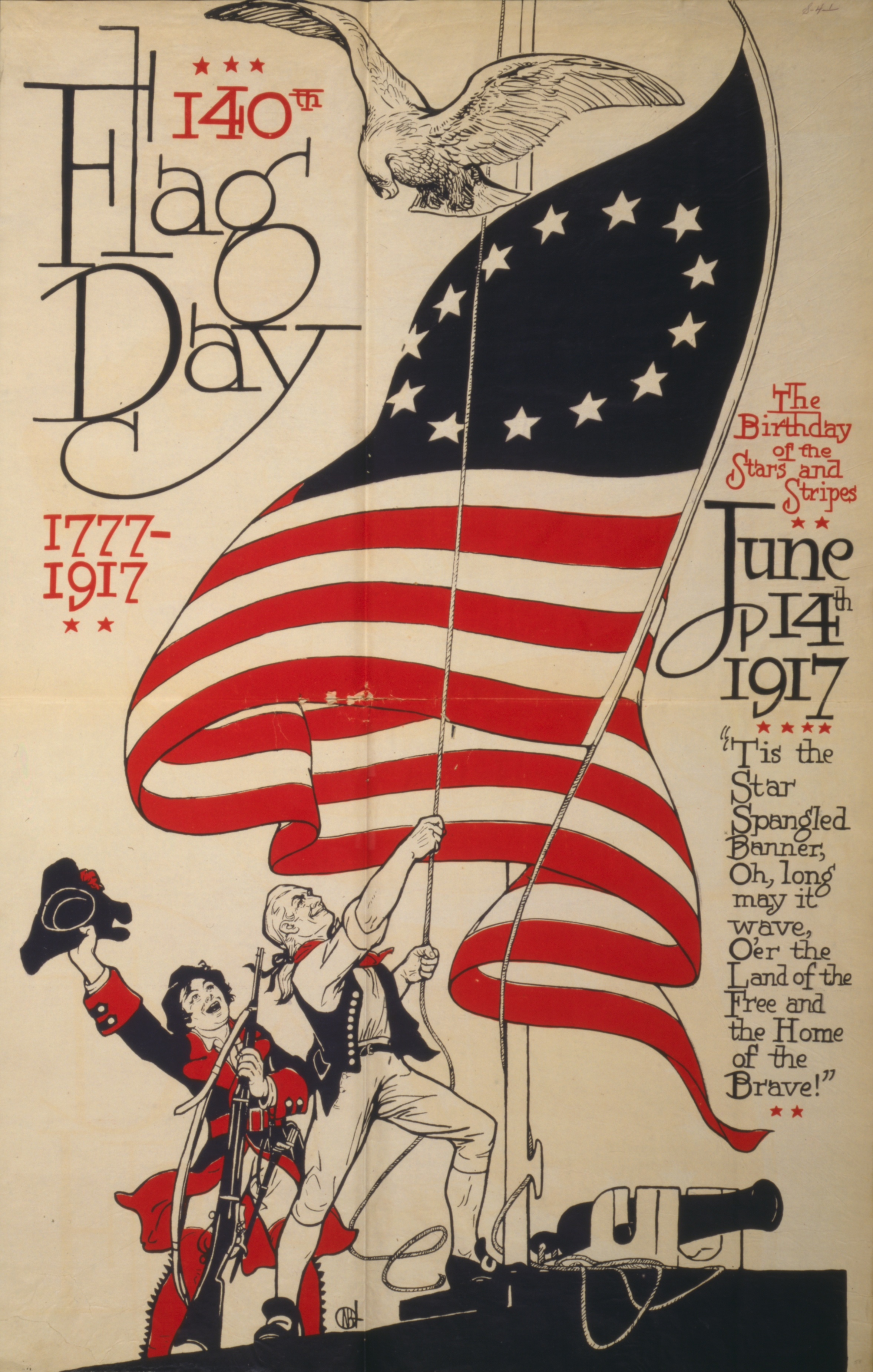
Poster comemorativo dos 140 anos do Dia da Bandeira (de 1917).

O Dia da Bandeira nos Estados Unidos, é comemorado em 14 de junho. Comemora a adoção da bandeira dos Estados Unidos em 14 de junho de 1777 por resolução do Segundo Congresso Continental.
O Exército dos Estados Unidos também comemora o próprio aniversário nesta data; O Congresso criou o "Exército Continental Americano" depois de chegar a uma posição de consenso no "Comitê do Todo" em 14 de junho de 1775.